# Luneta (hodinářství)

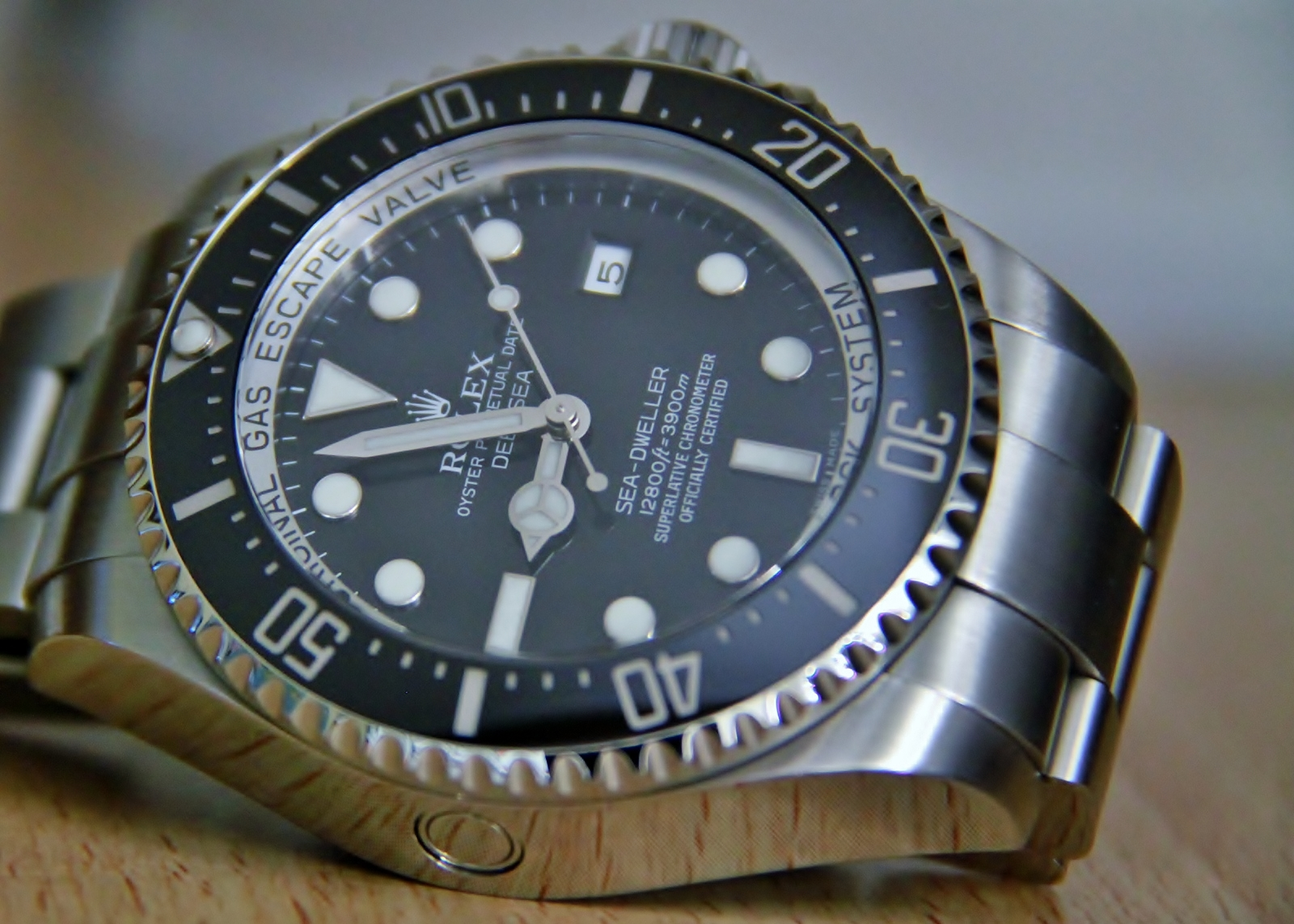
Hodinky s otáčivou lunetou (dělenou na 60 dílů)

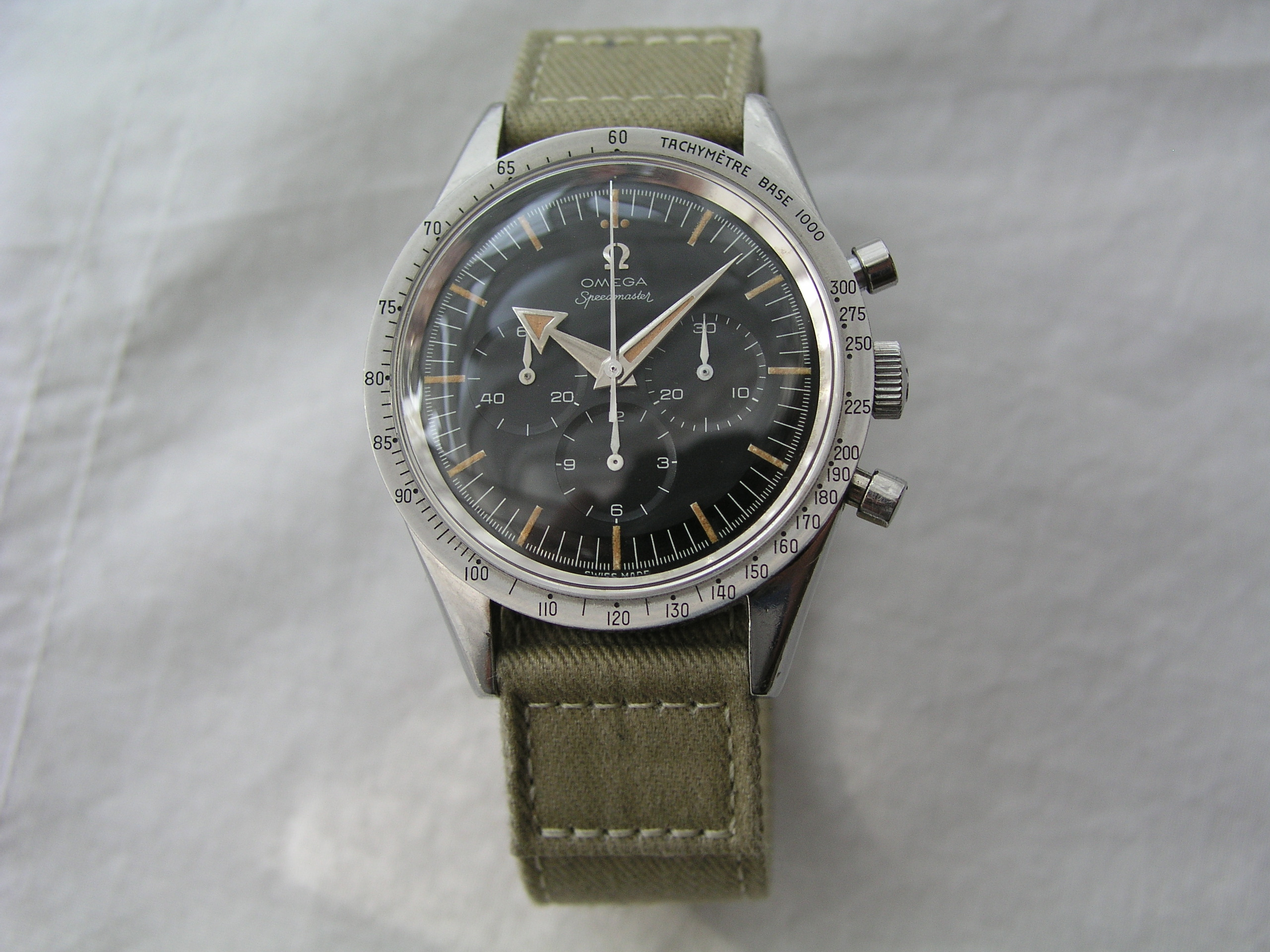
Luneta (pevná) na hodinkách Omega Speedmaster, která nese funkci tachymetru

Luneta je v hodinářství obvodový kroužek na pouzdře hodinek kolem skla, může se tak označovat i kroužek přímo okolo ciferníku pod sklíčkem (vnitřní luneta).
Obvodový kroužek může být pevnou částí pouzdra, pak plní zejména estetickou funkci, případně ochranou funkci sklíčka před nárazem, ovšem luneta může být i otočná. Luneta na hodinkách může nést různé stupnice, které umožňují s pomocí funkce hodin určovat další údaje. Na otáčivé lunetě je nejčastěji 60stupňová stupnice pro sledování počtu minut (např. potápěčské hodinky touto lunetou musí být vybaveny, přičemž tato musí být z bezpečnostních důvodů otočná pouze proti směru hodinových ručiček). Na pevné i otočné lunetě může být tachymetrická stupnice.

## Stupnice
- 12dílová (na otočné lunetě) – umožňuje sledovat druhé časové pásmo
- 24dílová – umožňuje sledovat GMT
- 60dílová – umožňuje sledovat počet minut (sekund) od jisté události
- tachymetrická (otočná i pevná) – umožňuje sledovat rychlost
- telemetrická – umožňuje počítat vzdálenost
- pulsometr – umožňuje určit tepovou frekvenci
- logaritmické pravítko – pro složitější výpočty, zejména na leteckých hodinkách